# خالد حبیب الوهیبی
خالد حبیب الوهیبی (انگلیسی: Khaled Habib Al-Waheebi؛ زادهٔ ۱ دسامبر ۱۹۷۰) بازیکن فوتبال اهل قطر بود.
از باشگاه‌هایی که در آن بازی کرده‌است می‌توان به باشگاه ورزشی الوکره اشاره کرد.
وی همچنین در تیم ملی فوتبال قطر بازی کرده‌است.